# Tobias Wallin
Lars Tobias Wallin, född 16 januari 1979, är en professionell dansare inom genren 10-dans. 
Under sin karriär har han tagit åtta SM-guld och kommit tvåa i franska mästerskapen, när han var bosatt i Lyon. 
Wallin har även ett eget företag som driver dansevenemang och säljer diverse danskläder.
Han deltog 2006 i Let's Dance och dansade då tillsammans med Kishti Tomita. 2007 deltog han igen och dansade ihop med Yvonne Ryding. 2008 dansade han ännu en gång i Let's Dance, den här gången med artisten Dilba. 2009 dansade han med Laila Bagge. Wallin var med och dansade Claudia Galli till andraplats i Let's Dance i TV4 2010. 2011 dansade Tobias Wallin med deckarförfattaren Denise Rudberg, som blev utröstad i första omgången. Tobias deltog inte i Let's Dance 2012, men 2013 var han tillbaka och dansade med Anna Brolin och 2014 tillsammans med Emma Igelström.
Från och med Januari 2014 driver han en av Sveriges största dansskolor - Danscenter Stockholm.
2017 lanserade Tobias v/s versus som är en blandning mellan tiodans och balett. Stor succé från början med flera framträdanden på bland annat Dansmuseet julen 2018
Tobias Wallins danspartner heter Helena Fransson, och även hon deltar i Let's Dance.